# Minga Guazú
Minga Guazú is een stad en gemeente (in Paraguay un distrito genoemd) in het departement Alto Paraná.
Minga Guazú telt 87.000 inwoners.

## Geboren
- Francisco Vera (21 mei 1994), voetballer

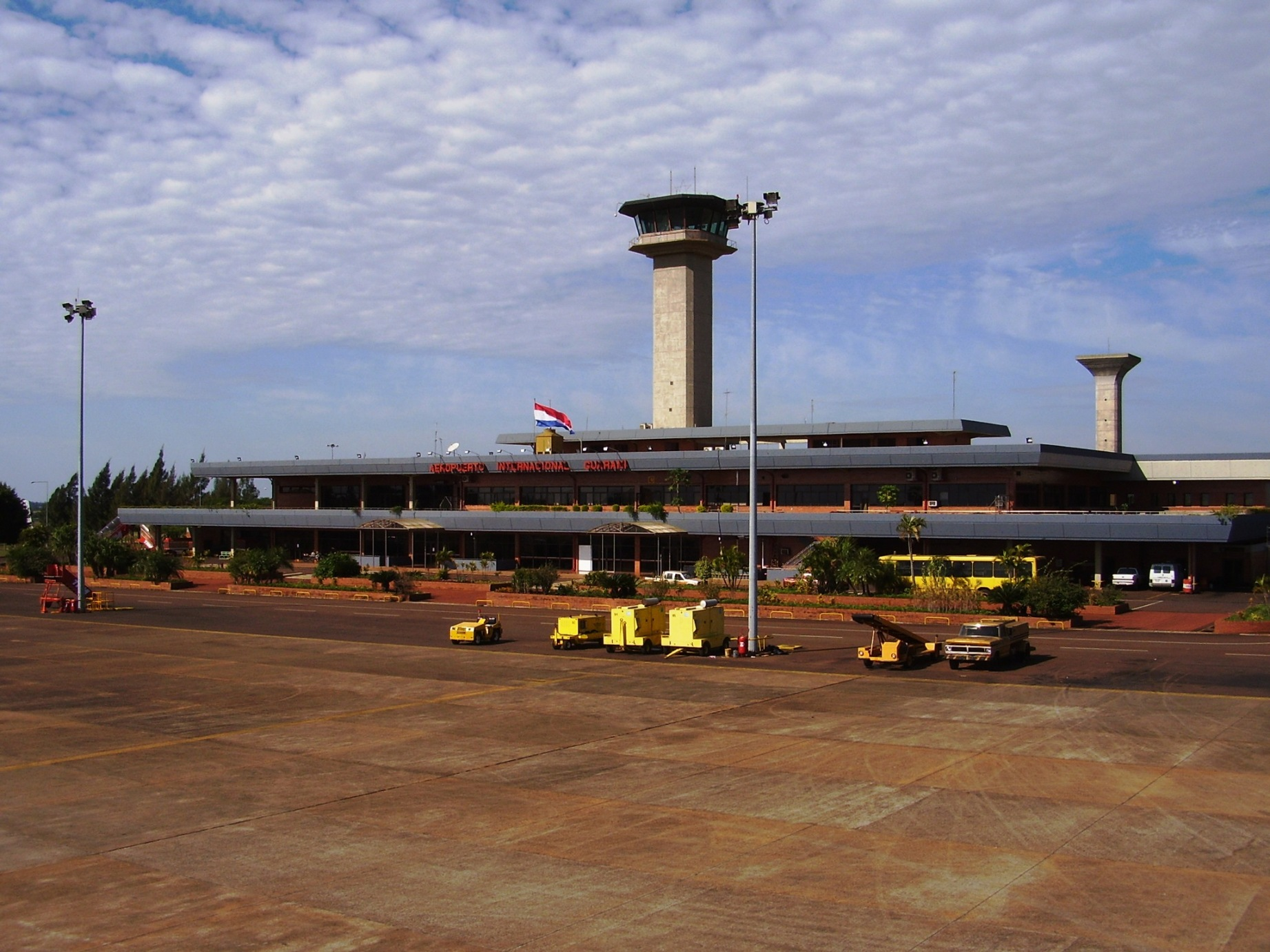
Guaraní International Airport
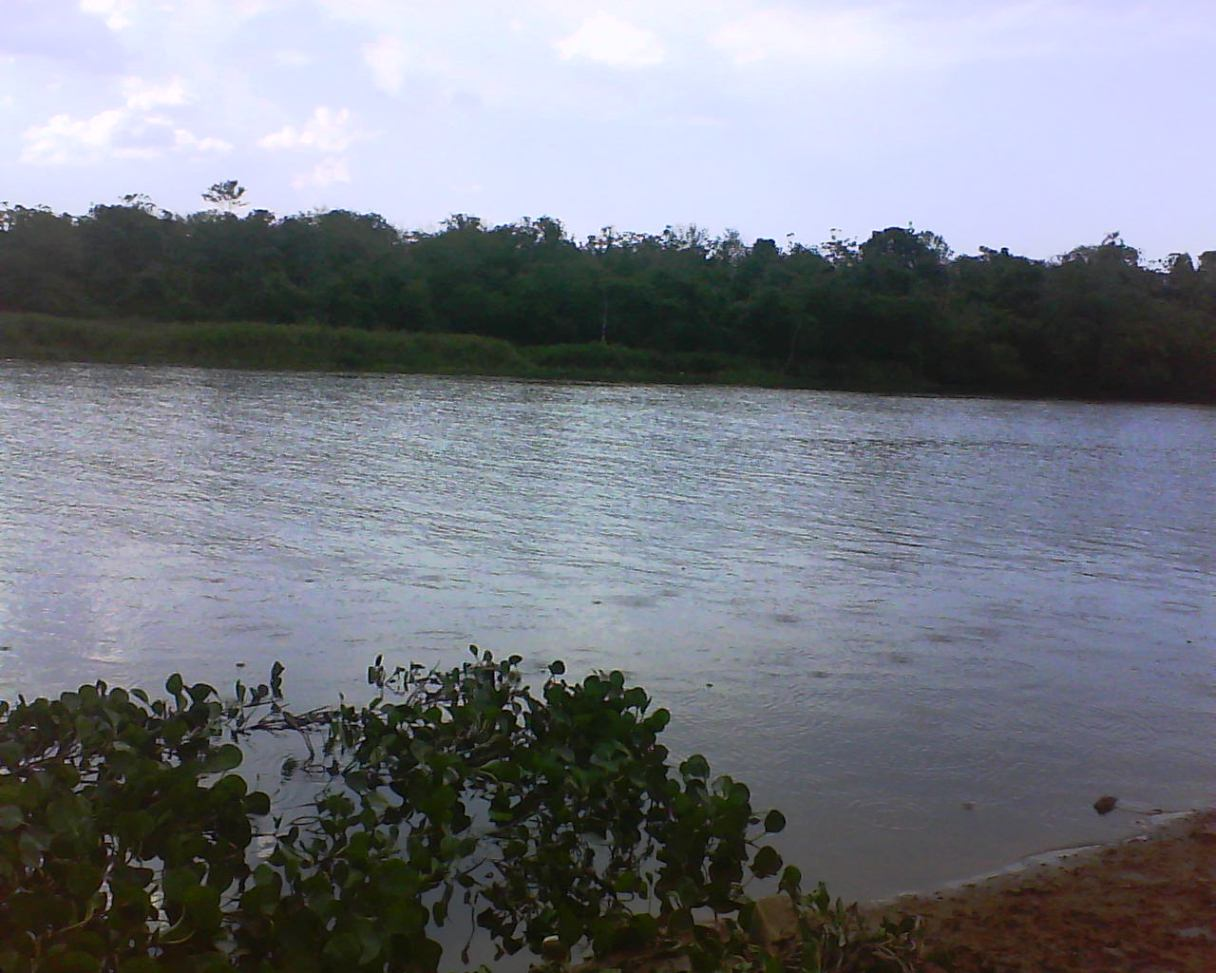
Rivier de Acaray